# دانيال جارا مارتينيز
دانيال جارا مارتينيز (بالإسبانية: Daniel Jara Martínez)‏ هو لاعب كرة قدم باراغواياني في مركز الوسط، ولد في 22 نوفمبر 1993 في أسونسيون في باراغواي. لعب مع نادي باليرمو ونادي جنوى.

## وصلات خارجية
- دانيال جارا مارتينيز على موقع قاعدة بيانات كرة القدم.إي يو (الإنجليزية)
- دانيال جارا مارتينيز على موقع Soccerway.com (الإنجليزية)
- دانيال جارا مارتينيز على موقع AS.com (الإسبانية)